# Cyclophora orbiculoides
Cyclophora orbiculoides là một loài bướm đêm trong họ Geometridae.